# Bulbochaete
Bulbochaete (Knollenborsten-Algen) ist eine Algen-Gattung aus der Klasse der Chlorophyceae. Sie wurde 1817 von Carl Adolph Agardh beschrieben.

## Beschreibung

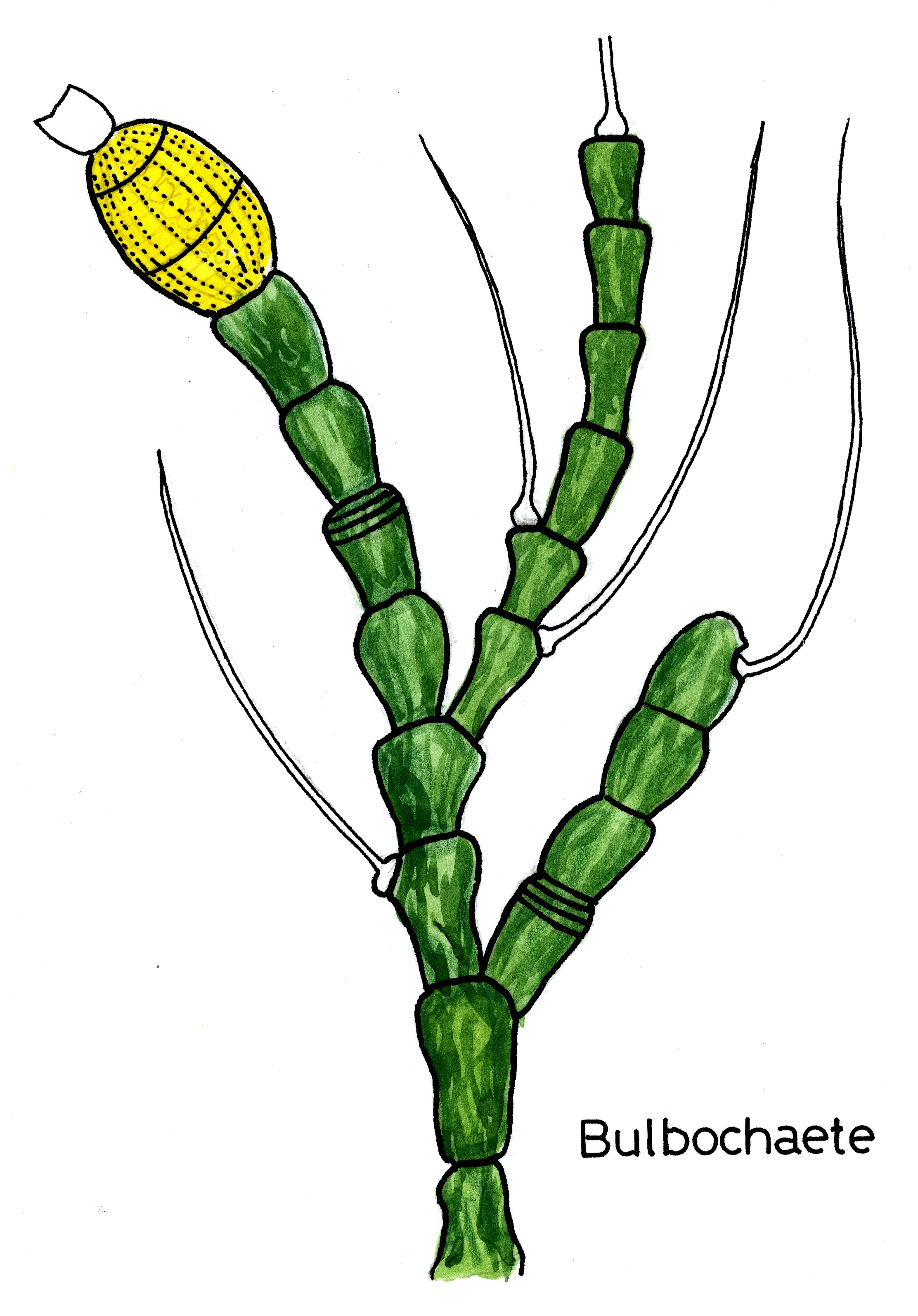
Illustration zur Gattung Bulbochaete

Bulbochaete bildet verzweigte, einzelreihige, aufrechte Fäden mit zylindrischen, manchmal tonnenförmigen Zellen. In den Zellen befindet sich ein Zellkern in der Zellmitte, und ein zylindrischer, netzartig durchbrochener Chloroplast mit Pyrenoiden. Charakteristisch für Bulbochaete sind lange, dünne, farblose Haarzellen mit zwiebelförmig verdickter Basis, die am Ende jedes Zweigs zu zweit, seitlich am Fadenende stehen. Das Wachstum erfolgt durch Zellteilung an der Basis des Fadens und der Seitenzweige.

## Fortpflanzung
Die ungeschlechtliche Vermehrung erfolgt durch die Bildung einer großen stephanokonten Zoospore, in einem Sporangium, die durch eine Pore ins Freie gelangt.
Die geschlechtliche Fortpflanzung erfolgt durch Eibefruchtung (Oogamie); einzelne Zellen am Ende kurzer Seitenzweige bilden je ein kurzes Oogonium (Eibehältnis). In besonderen Kurzzellen werden stephanokonte Zellen gebildet und freigesetzt, die in der Nähe des Oogoniums auskeimen, oder direkt als männliche Geschlechtszellen die Eizelle befruchten.

## Verbreitung
Bulbochaete lebt auf festem Substrat, auf Fadenalgen und Wasserpflanzen in nährstoffarmen, oft moorigen, stehenden Gewässern.

## Arten (Auswahl)
- Bulbochaete elatior
- Bulbochaete intermedia
- Bulbochaete mirabilis
- Bulbochaete nana
- Bulbochaete setigera